# Adasky
Adasky és una empresa que investiga, desenvolupa i produeix tecnologia intel·ligent de detecció tèrmica.
Adasky es va establir amb el propòsit de resoldre el problema de la manca de percepció d'altres sensors en vehicles autònoms, mitjançant càmeres tèrmiques intel·ligents, fent que els vehicles funcionin millor, i siguin més segurs en diversos nivells d'automatització vehicular.

## Història
A mesura que Adasky va evolucionar, va començar a desenvolupar solucions d'imatge tèrmica avançades per abordar desafiaments de mobilitat addicionals, com la seguretat viària de les ciutats intel·ligents per als usuaris de la carretera. Adasky investiga en el camp de la indústria de la detecció tèrmica i crea sistemes de càmeres petits i eficients per al mercat a un preu assequible, fent-los accessibles per a un viatge segur i un retorn segur. Adasky és una empresa emergent de la indústria automotriu la seva seu central està a la ciutat israeliana de Yokneam, l'empresa ha rebut finançament privat, la companyia va ser fundada l'any 2015 i està especialitzada en els següents sectors: visió artificial, programari, càmeres termals, conducció de vehicles autònoms, sensors tèrmics, tecnologia d'infraroig llunyà, aprenentatge automàtic, intel·ligència artificial, aprenentatge profund, xarxes neuronals, semiconductors, vehicles autoconducidos, termografia, sistemes avançats d'assistència al conductor i fusió de dades. La majoria dels experts promouen la idea d'utilitzar diversos tipus diferents de sensors per als sistemes de frenat d'emergència. Les càmeres tèrmiques poden detectar a persones i animals de nit i en condicions de visibilitat reduïda que podrien ser un desafiament per a un altre tipus de sensors.